# Liste der Bodendenkmäler in Röhrmoos
Auf dieser Seite sind die Bodendenkmäler in der oberbayerischen Gemeinde Röhrmoos zusammengestellt. Diese Tabelle ist eine Teilliste der Liste der Bodendenkmäler in Bayern. Grundlage ist die Bayerische Denkmalliste, die auf Basis des Bayerischen Denkmalschutzgesetzes vom 1. Oktober 1973 erstmals erstellt wurde und seither durch das Bayerische Landesamt für Denkmalpflege geführt wird. Die folgenden Angaben ersetzen nicht die rechtsverbindliche Auskunft der Denkmalschutzbehörde.

## Bodendenkmäler der Gemeinde Röhrmoos

### Bodendenkmäler in der Gemarkung Biberbach
| Lage                 | Objekt | Akten-Nr.     | Bild |
| -------------------- | --- | ------------- | ---- |
| Biberbach (Standort) | Straße der römischen Kaiserzeit (Teilstück der sog. Isartalstraße).                                                                                   | D-1-7634-0059 |      |
| Biberbach (Standort) | Wüstung des hohen Mittelalters. | D-1-7634-0118 |      |
| Biberbach (Standort) | Untertägige mittelalterliche und frühneuzeitliche Befunde im Bereich der Katholischen Filialkirche St. Martin in Biberbach und ihrer Vorgängerbauten. | D-1-7634-0125 |      |
| Biberbach (Standort) | Siedlung der Hallstattzeit sowie der mittleren und späten der Latènezeit.                                                                             | D-1-7635-0187 |      |
| Biberbach (Standort) | Siedlung vor- und frühgeschichtlicher Zeitstellung.                                                                                                   | D-1-7635-0328 |      |
| Biberbach (Standort) | Siedlung der Hallstattzeit. | D-1-7635-0333 |      |
| Biberbach (Standort) | Grabhügel vorgeschichtlicher Zeitstellung. | D-1-7635-0334 |      |

### Bodendenkmäler in der Gemarkung Frauenhofen
| Lage                   | Objekt | Akten-Nr.     | Bild |
| ---------------------- | --- | ------------- | ---- |
| Frauenhofen (Standort) | Siedlung der Bronzezeit, Burgstall des hohen und späten Mittelalters (Schlossberg) sowie Körpergräber vor- und frühgeschichtlicher Zeitstellung. | D-1-7634-0009 |      |

### Bodendenkmäler in der Gemarkung Großinzemoos
| Lage                    | Objekt | Akten-Nr.     | Bild |
| ----------------------- | --- | ------------- | ---- |
| Großinzemoos (Standort) | Untertägige mittelalterliche und frühneuzeitliche Befunde und Funde im Bereich der Katholischen Pfarrkirche St. Georg in Großinzemoos und ihrer Vorgängerbauten. | D-1-7634-0119 |      |

### Bodendenkmäler in der Gemarkung Pellheim
| Lage                       | Objekt                                     | Akten-Nr.     | Bild |
| -------------------------- | ------------------------------------------ | ------------- | ---- |
| Pellheim Dachau (Standort) | Grabhügel vorgeschichtlicher Zeitstellung. | D-1-7634-0190 |      |

### Bodendenkmäler in der Gemarkung Röhrmoos
| Lage                | Objekt | Akten-Nr.     | Bild |
| ------------------- | --- | ------------- | ---- |
| Röhrmoos (Standort) | Grabhügel vorgeschichtlicher Zeitstellung. | D-1-7634-0023 |      |
| Röhrmoos (Standort) | Brandgräber der römischen Kaiserzeit. | D-1-7634-0065 |      |
| Röhrmoos (Standort) | Grabhügel vorgeschichtlicher Zeitstellung. | D-1-7634-0072 |      |
| Röhrmoos (Standort) | Untertägige mittelalterliche und frühneuzeitliche Befunde und Funde im Bereich der Katholischen Filialkirche St. Johannes und Paulus in Arzbach und ihrer Vorgängerbauten. | D-1-7634-0130 |      |
| Röhrmoos (Standort) | Untertägige spätmittelalterliche und frühneuzeitliche Befunde und Funde im Bereich der Katholischen Filialkirche St. Margareth in Kleininzemoos.                           | D-1-7634-0132 |      |
| Röhrmoos (Standort) | Untertägige mittelalterliche und frühneuzeitliche Befunde im Bereich der Katholischen Filialkirche St. Lantpert in Riedenzhofen und ihres Vorgängerbaus.                   | D-1-7634-0134 |      |
| Röhrmoos (Standort) | Untertägige frühneuzeitliche Befunde im Bereich der Katholischen Wallfahrtskirche Mariä Verkündigung in Mariabrunn.                                                        | D-1-7634-0142 |      |
| Röhrmoos (Standort) | Untertägige mittelalterliche und frühneuzeitliche Befunde im Bereich der Katholischen Pfarrkirche St. Johannes der Täufer in Röhrmoos und ihrer Vorgängerbauten.           | D-1-7634-0181 |      |

### Bodendenkmäler in der Gemarkung Schönbrunn
| Lage                  | Objekt | Akten-Nr.     | Bild |
| --------------------- | --- | ------------- | ---- |
| Schönbrunn (Standort) | Untertägige mittelalterliche und frühneuzeitliche Befunde im Bereich der Katholischen Filialkirche Hl. Kreuzauffindung in Schönbrunn und ihrer Vorgängerbauten.                                             | D-1-7634-0127 |      |
| Schönbrunn (Standort) | Untertägige spätmittelalterliche und frühneuzeitliche Befunde und Funde im Bereich des ehemaligen Hofmarkschlosses Schönbrunn und seiner Vorgängerbauten mit abgegangenem Wirtschaftshof und Gartenanlagen. | D-1-7634-0128 |      |
| Schönbrunn (Standort) | Untertägige mittelalterliche und frühneuzeitliche Befunde im Bereich der Katholischen Filialkirche St. Peter und Paul in Rudelzhofen und ihrer Vorgängerbauten.                                             | D-1-7634-0137 |      |
| Schönbrunn (Standort) | Siedlung vorgeschichtlicher Zeitstellung. | D-1-7635-0335 |      |
| Schönbrunn (Standort) | Grabhügel vorgeschichtlicher Zeitstellung. | D-1-7635-0336 |      |

### Bodendenkmäler in der Gemarkung Sigmertshausen
| Lage                      | Objekt | Akten-Nr.     | Bild |
| ------------------------- | --- | ------------- | ---- |
| Sigmertshausen (Standort) | Untertägige mittelalterliche und frühneuzeitliche Befunde im Bereich der Katholischen Filialkirche St. Vitalis in Sigmertshausen und ihrer Vorgängerbauten. | D-1-7634-0121 |      |
| Sigmertshausen (Standort) | Abgegangenes Hofmarkschloss des Mittelalters und der frühen Neuzeit (Schloss Sigmertshausen).                                                               | D-1-7634-0122 |      |